# Солдатенко, Александр Пименович
Александр Пименович Солдатенко — советский хозяйственный, государственный и политический деятель. Лауреат Сталинской премии 3-й степени (1953).

## Биография
Родился в 1909 году в Киеве. Член КПСС с 1944 года.
С 1924 года — на хозяйственной, общественной и политической работе. В 1924—1973 гг. — рабочий, выпускник прохтехшколы, химик-технолог, инженер, начальник цеха, главный механик завода в городе Электросталь, директор ордена Ленина машиностроительного завода «Молния».
Делегат XXII съезда и XXIV съезда КПСС.
Умер после 1973 года.